# Eagle Vision
Eagle Vision - передньопривідних спортивний седан великого класу, проводився на заводі Chrysler в Канаді з 1993 по 1997 роки, продавався під маркою Eagle. На в лінійці автомобілів замінив Eagle Premier (розробка AMC / Renault), на базі якого і був зроблений. В Європі продавався як Chrysler Vision. Автомобіль дебютував на автошоу в Детройті в 1992 році. У 1993 році, як один з седанів на платформі Chrysler LH, був визнаний автомобілем року за версією журналу «Automobile».

## Історія розробки

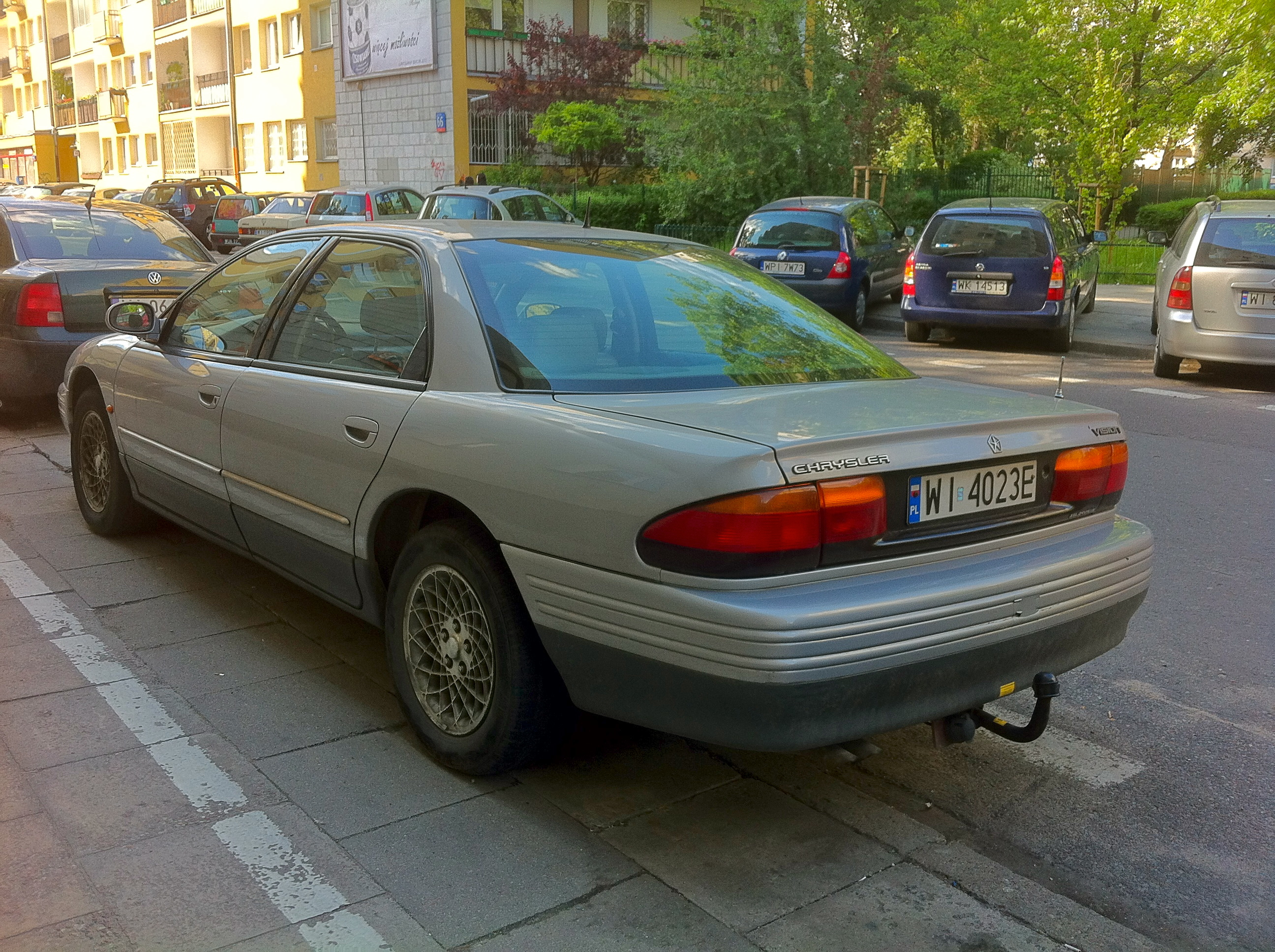

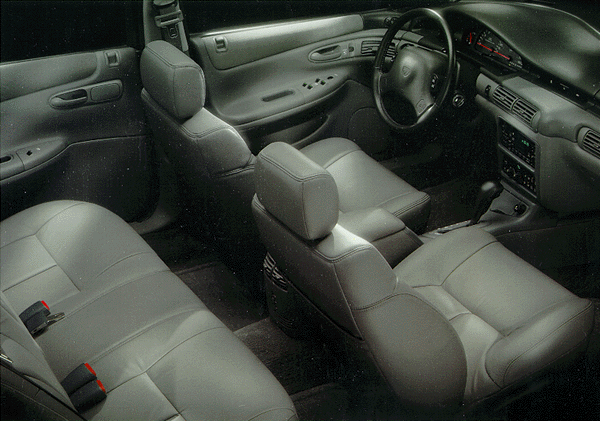

Дизайн автомобіля йде корінням в 1986 рік, коли дизайнер Кевін Вердайн створив початковий варіант зовнішнього вигляду концепту нового седана з робочою назвою «Навахо». Концепт, втім, так і залишився глиняною моделлю. В цей же час Крайслер купив збанкрутілу Lamborghini, італійську компанію-виробника спортивних автомобілів. Перероблений дизайн Навахо став концепт-каром Lamborghini Portofino, представленим на франкфуртському автосалоні в 1987 році. На автосалоні концепт був оцінений як тріумф дизайну, що спонукало Крайслер почати роботи зі створення серійного седана, на базі концепту.
Дизайн, який отримав назву «кабіну вперед» («cab-forward»), характеризувався в першу чергу бажанням творців максимізувати розмір салону. Кабіна авто як би виштовхується вперед, лобове скло наїжджає на двигун. У той же час задні колеса «розтягують по кутах» машини, зрушуючи їх до заднього бамперу.
Роботи над шасі почалися в кінці 80-х, після покупки Крайслером ще одного автовиробника, American Motors Corporation. В цей же час Крайслер перейнявся створенням заміни автомобілів Dodge Dynasty і Chrysler Fifth Avenue. Початковий варіант дизайну доджевого LH до болю нагадував Dynasty. Дизайн був повністю відкинутий Франсуа Костейн, колишнім віце-президентом відділу розробок AMC, які прийшли на такий же пост в Крайслер в 1988 році. Новий дизайн Костейн почав на базі Eagle Premier, що також продавався під назвою Dodge Monaco.
Від Прем'єра були взяті поздовжнє розташування двигуна, геометрія передньої підвіски, частково - гальмівна система. Шасі набуло гнучку архітектуру, яка дозволила використовувати як передньо-, так і задньоприводну компоновку (що і було зроблено, в 'LH' і 'LX' відповідно). Також інженерам вдалося зменшити висоту капота, полегшивши обслуговування двигуна, і зменшити радіус розвороту автомобіля. Ідейними натхненниками коробки передач стали автомати від Audi і ZF, що встановлювалися на Прем'єр. В результаті, багато запозичивши від коробки Ultradrive A604, інженери Крайслера створили Ultradrive A606, також відому, як 42LE. Обкатка вузлів ходової частини автомобіля також проводилася на Прем'єрах.
До 1990 року стало ясно, що новому, технічно просунутому, автомобілю і двигун потрібен до пари. На той момент єдиним затвердженим двигуном був крайслерівскій V6 об'ємом 3,3 л, З двома клапанами на циліндр і розподільним валом в розвалі блоку циліндрів. Збільшенням діаметра циліндра з 93 до 96 мм об'єм двигуна був доведений до 3,5 л, газорозподільний механізм був замінений на 24-клапанний SOHC. Так з'явився новий 3,5 л Крайслер V6.

## Опис
Без шильдиків Vision легко було сплутати з Chrysler Concorde першого покоління. Основною відмінністю двох автомобілів були задні ліхтарі. Як і у всіх європейських седанів, з якими він і повинен був конкурувати, задні поворотники Vision були оранжевого кольору (у «американців», в тому числі і Concorde, червоні). Також у автомобіля була відсутня «світлова панель» на кришці багажника (задні фари Concorde імітували єдиний блок від крила до крила). Передні фари автомобілів були однаковими, а ось решітка радіатора у Vision була помітно менше і, розділена в центрі широкої стійкою з емблемою, походила на «ніздрі». Інтер'єри авто були практично ідентичні, розрізняючи емблемами на кермі і відсутністю у Vision вставок «під дерево». Відмінністю Concorde була відсутність функції autostick у коробки передач, Vision ж, як спортивний седан, продавався тільки з 5-місцевим салоном (Concorde мав опцію з переднім сидінням диванного типу і важелем КПП на кермі).
Як зовні, так і всередині в Vision використовувалися однотонні колірні рішення (більш помітно на автомобілях без обробки нижньої частини), не було шильдиків на дверях, алюмінієві диски мали простий дизайн. Зі спортивних седанів платформи LH, цей автомобіль був єдиним з «м'якої» підвіскою в базовій комплектації («жорстка» була доступна як опція).
Автомобіль випускався в двох комплектаціях: дешевій ESi і дорогій TSi. Остання відрізнялася шкіряним оздобленням сидінь (з електрорегулюванням передніх по 8 напрямках), шкіряною опліткою керма і ручки коробки передач, тканинними вставками в дверях, вентиляцією задніх сидінь, наявністю заднього підлокітника та індивідуальними лампами в салоні. Зовні комплектація TSi відрізнялася відсутністю висувною антени (антену зробили вбудованої, всередині правого заднього крила).
В обидві комплектації входили електросклопідйомники, центральний замок, дві подушки безпеки, система безключового доступу була доступна як опція. У числі доступних до установки заводських аудіосистем була і топова Infinity, з 8-ма динаміками і еквалайзером (до 5-ти смуг). Головний модуль мав радіо і касетний або CD програвач, на вибір. Система АБС була стандартною, а ось протівобуксовочная доступна опціонально.
За бажанням покупця на автомобіль міг бути встановлено зсувний люк з електроприводом. Установкою займалася фірма American Sunroof (в нинішній час - American Specialty Cars). в процесі установки автомобіль позбавлявся здебільшого стельової консолі, з встановленими на ній кнопкою управління дверима гаража і окулярник. Однак, дисплей бортовий інформаційної системи (OTIS) і лапм освітлення салону залишалися.
За ціною Vision в середині седанів LH, комплектація ESi перебувала між базовими Intrepid і Concorde, зазвичай на кілька сотень доларів дешевше за останнього. З іншого боку, ціна на TSi була вище за базову на Concorde. Решта машин LH, New Yorker і LHS, коштували дорожче.

## Двигуни
- 3.3 L EGA V6
- 3.5 L EGJ V6